# 坎普阿莱格里-迪洛尔迪斯
坎普阿莱格里-迪洛尔迪斯是巴西巴伊亚州的一个市镇。总面积2753.919平方公里，总人口26980人，人口密度9.8人/平方公里。